# Società Sportiva Maceratese 1966-1967
Questa voce raccoglie le informazioni riguardanti la Società Sportiva Maceratese nelle competizioni ufficiali della stagione 1966-1967.

## Stagione
La stagione 1966-1967 è una dei punti più alti dell'intera storia biancorossa. La Maceratese, allenata dal giovane Tony Giammarinaro allestisce una squadra di caratura, capitanata, dall'inossidabile, scuola Bologna Maurizio Mazzanti. In porta è confermato Giuseppe Ferretti, che negli anni successivi vestirà le maglie di Piacenza e Lecce. I difensori centrali sono i rocciosi Alberto Prenna e Giuseppe Rega. Rinforza il centrocampo con: Italo Del Negro, che l'anno precedente aveva vinto la Serie C con la maglia dell'Arezzo; Fausto Vicino dal Venezia; Nicola Bovari calciatore scuola Inter e proveniente dal Bari. In attacco riesce a trattenere i gioielli Vasco Dugini e Claudio Turchetto. 
Il campionato parte subito bene e si capisce che sarà una delle protagoniste. Termina il girone d'andata prima in classifica, è campione d'inverno, con una sola sconfitta, quella dell'11 dicembre 1966 sul campo dell'Ancona per 2a1.
Il girone di ritorno inizia con diversi pareggi, alcune vittorie e la sconfitta contro la Massese di Giorgio Chinaglia. Il 5 marzo 1967 si gioca lo scontro diretto contro il Perugia al Santa Giuliana. La partita termina 3a1 per il Grifo che scavalca la Rata. Nonostante questo la Maceratese prosegue il suo cammino testa a testa con gli umbri, anche grazie ad un lieve calo di quest'ultimi. Alla 30ª giornata i biancorossi potrebbero tornare in vetta ma perdono l'unica gara interna contro lo Spezia per 1a2. La domenica successiva perdono nuovamente, questa volta in terra toscana, contro la Carrarese per 2a0. Questa sconfitta segna definitivamente la fine del sogno di un ritorno in Serie B dopo circa venticinque anni.

## Divise
Nonostante la maglia fosse quella tradizionale a strisce bianco rosse, nel corso della stagione il più delle volte, anche in casa, fu utilizzata quella totalmente bianca con i bordi rossi. In alcune gare, la Maceratese scese in campo con la maglia totalmente rossa.
| casa | trasferta | Alternativa |

## Rosa
| N. |                   | Ruolo | Calciatore          |
| -- | ----------------- | ----- | ------------------- |
|    | Italia (bandiera) | C     | Oreste Alessandrini |
|    | Italia (bandiera) | A     | Stelvio Attili      |
|    | Italia (bandiera) | C     | Umberto Berti       |
|    | Italia (bandiera) | C     | Nicola Bovari       |
|    | Italia (bandiera) | A     | Alessandro Capponi  |
|    | Italia (bandiera) | C     | Italo Del Negro     |
|    | Italia (bandiera) | A     | Vasco Dugini        |
|    | Italia (bandiera) | D     | Ennio Feresin       |
|    | Italia (bandiera) | P     | Giuseppe Ferretti   |

| N. |                   | Ruolo | Calciatore              |
| -- | ----------------- | ----- | ----------------------- |
|    | Italia (bandiera) | P     | Gianni Gennari          |
|    | Italia (bandiera) | D     | Gastone Marchi          |
|    | Italia (bandiera) | A     | Maurizio Mazzanti (cap) |
|    | Italia (bandiera) | C     | Enrico Montemarani      |
|    | Italia (bandiera) | D     | Gianni Morbidoni        |
|    | Italia (bandiera) | D     | Alberto Prenna          |
|    | Italia (bandiera) | D     | Giuseppe Rega           |
|    | Italia (bandiera) | A     | Claudio Turchetto       |
|    | Italia (bandiera) | C     | Fausto Vicino           |